# Ватерполо репрезентација Канаде
Ватерполо репрезентација Канаде представља Канаду на међународним ватерполо такмичењима. 
Највећи успех Канаде су пет бронзаних медаља на Панамеричким играма.

## Резултати на међународним такмичењима

### Олимпијске игре
- 1900 - 1968: Није се квалификовала
- 1972: 16. место
- 1976: 9. место
- 1980: Није се квалификовала
- 1984: 10. место
- 1988: Није се квалификовала
- 1992: Није се квалификовала
- 1996: Није се квалификовала
- 2000: Није се квалификовала
- 2004: Није се квалификовала
- 2008: 11. место

### Светско првенство
| - 1973: Није се квалификовала - 1975: 14. место - 1978: 14. место - 1982: 14. место - 1986: 14. место | - 1991: 13. место - 1994: 14. место - 1998: 13. место - 2001: 15. место - 2003: 14. место | - 2005: 13. место - 2007: 12. место - 2009: 8. место - 2011: Квалификовала се |

### Панамеричке игре
| - 1951: Није се квалификовала - 1955: Није се квалификовала - 1959: Није се квалификовала - 1963: 4. место - 1967: 5. место - 1971: 5. место | - 1975: 4. место - 1979: 3. место - 1983: 3. место - 1987: 4. место - 1991: 4. место | - 1995: 4. место - 1999: 3. место - 2003: 3. место - 2007: 3. место - 2011: Квалификовала се |

### Светски куп
Није учествовала

### Светска лига
| - 2002: Није учествовала - 2003: Није учествовала - 2004: Није учествовала - 2005: Квалификациони турнир | - 2006: 2. квалификациони турнир - 2007: 7. место - 2008: 6. место - 2009: Није учествовала | - 2010: Није учествовала - 2011: 7. место - 2012: Квалификациони турнир |